# Chiesa della Beata Vergine del Rosario (Viggiù)
La chiesa della Beata Vergine del Rosario è un'antica chiesa di Viggiù, in Lombardia.
A Viggiù la costruzione della chiesa della Beata Vergine del Rosario fu voluta per ospitare i padri domenicani che provenivano dal convento di Como e, durante la quaresima, offrivano il proprio apostolato di preghiera.
Si hanno notizie dell'edificio sin dal 1539, in esso avevano sede i padri domenicani e i membri della Confraternita del Santo Rosario. Tra la fine del seicento e l'inizio del secolo successivo, per un contrasto con i padri domenicani, ospitati nella medesima struttura, si inizia, a cura dei confratelli, a edificare un nuovo oratorio dedicato a san Pietro Martire, alla Madonna delle Grazie e del Rosario. La progettazione dell'edificio, nel 1618 è dovuta al noto architetto viggiutese Onorio Longhi. Per problemi finanziari, il progetto non sarà portato a termine e le strutture verranno demolite a metà del XVIII secolo. Abbandonato questo progetto, si decide di investire tutte le forze per il rinnovo del vecchio edificio che assume quindi l'aspetto attuale.
La chiesa della Madonna del Rosario sorge ai piedi della collina della Pessina, dalle cui pendici si può notare il contrasto tra la semplice facciata della chiesa ed il leggiadro campanile, coronato dall'aerea statua stellata della Vergine.
Al suo interno, cupole, volte, colonne policrome, lesene, trabeazioni e leggere loggette sono a coronamento degli affreschi e delle tele che ne arricchiscono le pareti ed il soffitto. Alla parete di sinistra è appesa una tela del noto pittore viggiutese Carlo Maria Giudici, raffigurante il Battesimo di sant'Agostino alla presenza di santa Monica, mentre quella di destra (che sino al 1993 recava una pregevole tela di Francesco Salviati, ora alla Pinacoteca di Brera, raffigurante la Deposizione di Cristo), reca, ora, una tela dallo stesso soggetto ma, di autore ignoto e meno prestigioso. Il soffitto è decorato con affreschi di Carlo Maria Giudici. L'altare maggiore, di forme neoclassiche, è coronato dalle pregevoli statue in gesso: a sinistra di Re David e a destra il profeta Isaia, dello scultore Gaetano Matteo Monti di Ravenna.